# ياكوبو أبو بكر
ياكوبو أبو بكر (بالإنجليزية: Abubakar Yakubu)‏ (ولد في 9 فبراير 1990 في أكرا، غانا) لاعب كرة قدم غاني يجيد اللعب في مركز الوسط المدافع وبدرجة أقل الوسط المحوري والوسط المهاجم. يلعب حاليا لصالح الحد البخريني منذ 2022.

## المسيرة الرياضية

### الأندية
في 1 يوليو 2002 انضم أبو بكر إلى أكاديمية فينورد.
في 1 يوليو 2006 انتقل أبو بكر من أكاديمية فينورد إلى ريد بل غانا في صفقة انتقال حر.
في 1 يوليو 2007 انتقل أبو بكر من ريد بل غانا إلى أشانتي غولد الغاني في صفقة انتقال حر. في موسمه الأول 2007-2008 وفي بطولة دوري الدرجة الممتازة ساهم في احتلال فريقه المركز الخامس برصيد 42 نقطة من 30 مباراة. وفي بطولة دوري أبطال أفريقيا ساهم في وصول فريقه إلى الدور32 عندما خسر من شبيبة القبائل الجزائري 0-3 في مجموع المباراتين.
في موسمه الثاني والأخير 2008-2009 وفي بطولة دوري الدرجة الممتازة ساهم في احتلال فريقه المركز 13 برصيد 37 نقطة من 30 مباراة بفارق نقطة واحدة عن منطقة الهبوط.
في 1 يوليو 2009 انتقل أبو بكر من أشانتي غولد إلى داميانت في صفقة انتقال حر.
في 1 يوليو 2011 انتقل أبو بكر من داميانت إلى كوروم ماهمورا في صفقة انتقال حر.
في 1 يوليو 2012 انتقل أبو بكر من كوروم ماهمورا إلى قلالي البحريني في صفقة انتقال حر. في موسمه الأول 2012-2013 وفي بطولة دوري الدرجة الثانية ساهم في احتلال فريقه المركز السادس برصيد 13 نقطة من 16 مباراة بفارق 25 نقطة عنة منطقة الصعود. وفي بطولة كأس ملك البحرين خرج فريقه من الجولة الأولى عندما خسر في الدور التمهيدي من التضامن 1-3.
في موسمه الثاني والأخير 2013-2014 وفي بطولة دوري الدرجة الثانية ساهم في احتلال فريقه المركز السادس برصيد 13 نقطة من 15 مباراة بفارق 26 نقطة عنة منطقة الصعود. وفي بطولة كأس ملك البحرين خرج فريقه من الجولة الأولى عندما خسر في الدور التمهيدي من الاتفاق 1-2.
في 1 سبتمبر 2014 انتقل أبو بكر من قلالي إلى زيار شوي مياي الميانماري في صفقة انتقال حر. في موسمه الأول 2014 وفي بطولة دوري الدرجة الممتازة ساهم في احتلال فريقه المركز التاسع برصيد 25 نقطة من 21 مباراة بفارق 13 نقطة عن منطقة الهبوط.
في موسمه الثاني والأخير 2015 وفي بطولة دوري الدرجة الممتازة ساهم في احتلال فريقه المركز الثامن برصيد 23 نقطة من 22 مباراة بفارق 4 نقاط عن منطقة الهبوط. وفي بطولة كأس ميانمار خرج فريقه من الجولة الأولى عندما خسر في الدور الثمن النهائي من زويكابين يونايتد 3-4.
في 5 ديسمبر 2015 انتقل أبو بكر من زيار شوي مياي إلى نادي آياياوادي يونايتد الميانماري في صفقة انتقال حر. في موسمه الوحيد 2016 وفي بطولة دوري الدرجة الممتازة ساهم في احتلال فريقه المركز الرابع برصيد 37 نقطة من 22 مباراة بفارق 17 نقطة عن البطل ياداناربون. وفي بطولة كأس ميانمار خرج فريقه من الجولة الأولى عندما خسر في الدور الثمن النهائي من راخين يونايتد 0-1. انتهى العقد في 1 ديسمبر 2016 ورحل أبو بكر عن آياياوادي يونايتد.
في 24 ديسمبر 2018 انضم أبو بكر إلى راخين يونايتد الميانماري في صفقة انتقال حر. في موسمه الوحيد 2019 وفي بطولة دوري الدرجة الممتازة ساهم في احتلال فريقه المركز السادس برصيد 31 نقطة من 22 مباراة بفارق 15 نقطة عن البطل شان يونايتد. وفي بطولة كأس ميانمار ساهم في وصول فريقه إلى الدور النصف النهائي عندما خسر من شان يونايتد 1-4 في مجموع المباراتين.
في 2 ديسمبر 2019 انتقل أبو بكر من راخين يونايتد إلى شان يونايتد الميانماري في صفقة انتقال حر. في موسمه الوحيد 2020 وفي بطولة دوري الدرجة الممتازة ساهم في تتويج فريقه بالبطولة بعدما تصدر الترتيب برصيد 44 نقطة من 18 مباراة ليحقق أبو بكر أولى بطولاته الشخصية. وفي بطولة كأس ميانمار فقد ألغيت البطولة بسبب انتشار جائحة كورونا. في 31 ديسمبر 2020 انتهى العقد ورحل أبو بكر عن شان يونايتد.
في 4 مايو 2021 انضم أبو بكر إلى سري باهانغ الماليزي في صفقة انتقال حر. في موسمه الوحيد 2021 وفي بطولة دوري السوبر ساهم في احتلال فريقه المركز العاشر برصيد 18 نقطة من 22 مباراة بفارق نقطتين عن منطقة الهبوط. في 1 ديسمبر 2021 انتهى العقد ورحل أبو بكر عن سري باهانغ.
في 19 يناير 2022 انضم أبو بكر إلى الحد البحريني في صفقة انتقال حر. في موسمه الأول 2021-2022 وفي بطولة دوري الدرجة الممتازة ساهم في احتلال فريقه المركز التاسع قبل الأخير برصيد 13 نقطة من 18 مباراة بفارق 4 نقاط عن منطقة الأمان فانتقل إلى الدوري الرباعي للهبوط فساهم في احتلال فريقه المركز الأول برصيد 7 نقاط من 3 مباريات بفارق 7 نقاط عن منطقة الهبوط. وفي بطولة كأس ملك البحرين ساهم في وصول فريقه إلى الدور الربع النهائي عندما خسر من الخالدية 0-3. وفي بطولة كأس الاتحاد البحريني ساهم في وصول فريقه إلى المباراة النهائية عندما خسر المحرق بركلات الترجيح.

## الإنجازات
- شان يونايتد
  - دوري الدرجة الممتازة (1): 2020

## وصلات خارجية
- ياكوبو أبو بكر على موقع قاعدة بيانات كرة القدم.إي يو (الإنجليزية)
- ياكوبو أبو بكر على موقع Soccerway.com (الإنجليزية)